# UzDigital TV
UzDigital TV – operator cyfrowej telewizji naziemnej w Uzbekistanie.

## Oferta
UzDigital TV oferuje 4 pakiety:
- Pakiet podstawowy – jest darmowy, zawiera 12 kanałów publicznego nadawcy MTRK.
- Digital 16 – cena pakietu to 4 tys. sumów (ok. 6 zł) miesięcznie, zawiera 16 kanałów.
- Digital 25 – cena pakietu to 10 tys. sumów (ok. 14 zł) miesięcznie, zawiera 25 kanałów.
- Digital 36 – cena pakietu to 15 tys. sumów, zawiera 42 kanały.

W ofercie płatnej znajdują się federalne kanały rosyjskie (np. Rosja 1, NTV) oraz zagraniczne kanały tematyczne w języku rosyjskim (np. Discovery).

### Zniżki
Operator daje 10% zniżki za opłacenie 3 miesięcy z góry, oraz 20% za opłacenie całego roku.